# Äset Mämbetov
Äset Sekenuly Mämbetov (kazakiska: Әсет Секенұлы Мәмбетов), född den 10 juni 1982, är en kazakisk brottare som tog OS-brons i tungviktsbrottning i den grekisk-romerska klassen 2008 i Peking. 2016 blev han fråntagen sin medalj efter att testat positivt för doping.